# محصول جانبی

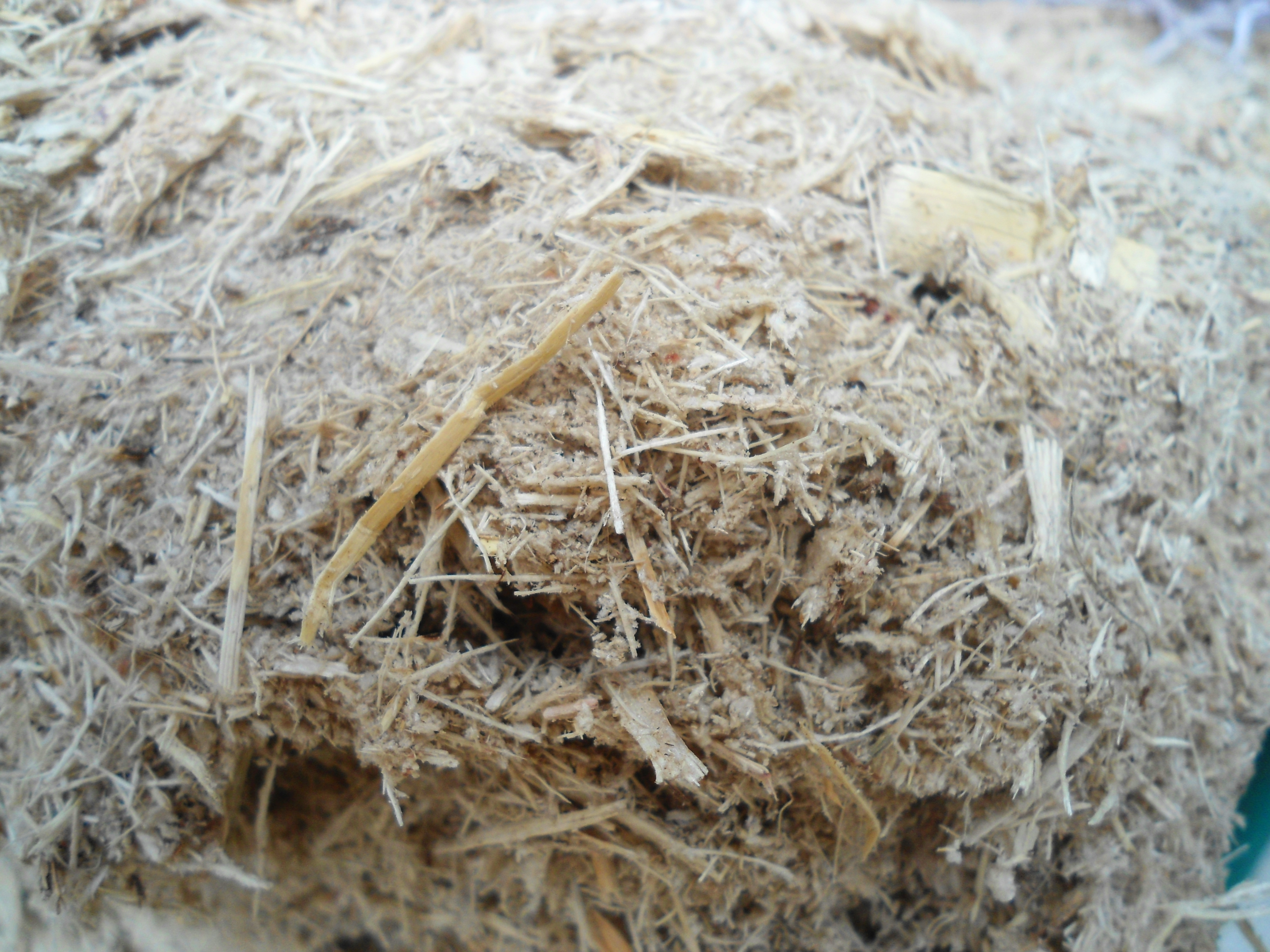
تفاله نیشکر که محصول جانبی کارخانه نیشکر است

محصول جانبی (به انگلیسی: By-product) فرآورده‌ای است که می‌تواند در کنار محصول اصلی به‌طور ناخواسته تولید شود. در صنایع شیمیایی در واکنش و دیگر پروسه‌های تولیدی محصول جانبی وجود دارد. این ماده ممکن است دارای ارزش افزودهٔ بالا باشد یا صرفاً به عنوان ماده‌ای بی‌مصرف باید از محصول اصلی جدا شود. از نمونه‌های معروف محصولات جانبی می‌توان به سرباره‌ها اشاره کرد که در کورهٔ تولید فلزات از سنگ معدن آن‌ها به وجود می‌آید. سرباره‌ها پس از سرد شدن به صورت پودر یا اشکال دیگر در صنایع مختلف کاربرد دارد.
بُرْزویه پزشک ایرانی زمان انوشیروان ساسانی، در مقدمهٔ کتاب کلیله و دمنه با اشارهٔ تمثیلی به محصول جانبی می‌نویسد:
غرض کشاورز در پراکندن تخم، دانه باشد، اما کاه که علف ستور است به تبع حاصل آید.